# الاعتراف (مانغا)
"الاعتراف" هي سلسلة مانغا يابانية كتبها نوبويوكي فوكوموتو ورسمها كايجي كاواغوتشي. تم نشرها في مجلة كودانشا للمانغا الشونين في عام 1998، وتم جمع فصولها في مجلد تانكوبون.

## الحبكة
تتمحور القصة حول صديقين من نادي تسلق جبال في جامعة أساي (浅井) وإيشيكورا (石倉)، اللذان ذهبا للخروج في رحلة تسلق لقمة جبل أوباري التي يبلغ ارتفاعها 3,200 مترًا. كلاهما يضلوا في عاصفة ثلجية بسبب الطلس السيء يومها، فيادي هذا الى سقوط احدهما واصابته في ساقه. يعتقد المصاب منهما أنه على وشك الموت، فيعترف لصديقه بأنه قتل امرأة زميلة له في نادي التسلق قبل خمس سنوات تُدعى سايوري نيشيدا (西田さゆり)، والتي اعلن عن وفاتها في وسائل الإعلام كحادث.

## الترجمة العربية
المانغا متوفرة بالترجمة العربية بشكل كامل. كسائر اعمال فوكوموتو, كامبراطور القمار الاسطوري صفر وأسطورة الأقوى كوروساوا.

## روابط خارجية
- الاعتراف (مانغا) (مانغا) في شبكة أخبار الأنمي